# Oberneukirchen (Austria)
Oberneukirchen – gmina targowa w Austrii, w kraju związkowym Górna Austria, w powiecie Urfahr-Umgebung. Liczy 3136 mieszkańców (1 stycznia 2015).